# 이시비쓰 요스케
이시비쓰 요스케(일본어: 石櫃 洋祐, 1983년 7월 23일 ~ )는 일본의 전 축구 선수이다.

## 구단 경력
그는 2006년부터 2020년까지 J리그의 비셀 고베, 나고야 그램퍼스, 교토 상가 FC에서 활동하였다.